# 2005年塔拉帕卡地震
2005年塔拉帕卡地震發生於协调世界时6月13日晚上10時44分33秒（當地時間晚上6時44分33秒）。震央位於智利北部瑪米娜附近，即伊基克東北偏東約125公里，影響塔拉帕卡大区和玻利維亞的鄰近地區。它的震級為矩震級7.8級，在修訂麥加利地震烈度表上的最大烈度為VII度（非常強烈）。

## 地質背景
智利位於破壞性板塊邊緣之上，纳斯卡板块正在此處隱沒到南美洲板块之下。在塔拉帕卡大區，板塊以每年78毫米的速度聚合。該邊界與沿板塊界面和下行板片（納斯卡板塊）內的許多大地震有關。

## 地震
此次地震為中源地震，震源深度為115.6公里。震源机制解表明這是隱沒納斯卡板塊內的正断层地震。此次地震的有限斷層模型表明，地震斷層面向西傾斜約15°。

## 破壞

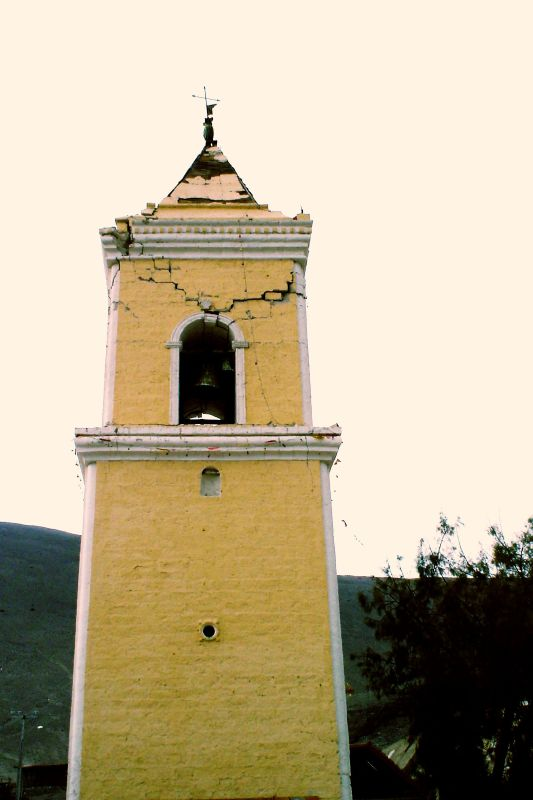
地震後的聖洛倫索德塔拉帕卡教堂

智利北部遭受的損失最為嚴重，秘魯南部和玻利維亞西部的部分地區也受到影響。地震在多處引發山泥傾瀉，堵塞道路並阻礙救援工作。550所房屋被完全摧毀，至少還有9,350所房屋受損。安地斯山脈上的土坯房所受影響尤其嚴重，一些村莊80%以上被毀。地震造成11人死亡，至少200人受傷。

## 善後
起初的工作重點是修復受地震影響的基礎設施。到2006年6月，政府報告指，道路和灌溉渠的修復工作大部分已經完成。然而，即使房屋和學校的修復工作已經開始，但還有更多工作要做。
這次地震對孕婦的影響被用來調查急性壓力對兒童發育的影響。七年後的結果顯示，在貧困家庭中，與未受地震影響地區對照組的同齡人相比，受地震影響的未出生的兒童，其認知發展可能落後前者六個月。

## 外部連結
- The International Seismological Centre has a bibliography and/or authoritative data for this event.
- ReliefWeb  對於本事件的主頁面